# The Education of Mr. Pipp
The Education of Mr. Pipp è un film muto del 1914 diretto da William F. Haddock. Protagonista del film - al suo esordio sullo schermo - il popolare attore teatrale Digby Bell, noto all'epoca per i suoi ruoli comici ricoperti nelle operette di Gilbert & Sullivan. Bell aveva interpretato il ruolo di Pipp anche a Broadway, nel lavoro teatrale omonimo di Augustus E. Thomas, una commedia ispirata dai disegni del famoso illustratore Charles Dana Gibson. Lo spettacolo era andato in scena il 20 febbraio 1905 al Liberty Theatre.
Il film fu il debutto anche per Belle Daube, un'attrice caratterista che lavorò saltuariamente per il cinema.

## Trama
Pipp, un magnate dell'acciaio dal carattere bonario e affabile, si scontra giornalmente con una moglie bisbetica che, come molti nuovi ricchi, vuole a tutti i costi entrare in società. A questo scopo, la signora Pipp assume un conte perché insegni alle sue due figlie il francese. Il falso conte è in realtà un truffatore e un ladro: ricevendo da Pipp, in partenza per l'Europa con la famiglia, un assegno che riporta la cifra di 75 dollari, lo falsifica in uno da 75.000, andando immediatamente ad incassarlo.
Accortosi della cosa, Willing - un protetto di Pipp - avvisa subito l'industriale che assume un detective per ritrovare il ladro. Nel frattempo, Fitzgerald, l'innamorato della figlia maggiore che ha sempre tenuta nascosta la sua vera identità, si reca a Londra dove i Pipp sono ospiti di sua madre, Lady Violet Fitzmaurice. Il giovane persuade la servitù a non rivelare chi egli sia veramente. La signora Pipp scoprirà infatti che quello che lei ha sempre ritenuto un cacciatore di dote, è, in effetti, proprio quello che lei ha sempre sognato come genero: un bravo ragazzo, inglese e aristocratico. Ma lo verrà a sapere solo dopo che il suo falso conte con la sua banda sarà arrestato e smascherato. La signora Pipp dovrà arrendersi anche alle nozze della figlia minore con Willing e, sconfitta su tutta la linea, chiederà al marito di riportarla a casa, nella rassicurante e noiosa Pittsburgh.

## Produzione
Il film fu prodotto dall'All Star Feature Film Corp.

## Distribuzione
Distribuito dall'Alco Film Corporation, il film uscì nelle sale cinematografiche statunitensi il 23 novembre 1914.